# El Congo (región)
El Congo es una región geográfica del África ecuatorial situada en la Selva lluviosa tropical del África Central llamada Selva del Congo.  Debe su nombre al grupo étnico predominante de la región, los congo y al reino que fundaron en 1400, el Reino del Congo; nombre que a la actualidad han heredado la República Democrática del Congo y la República del Congo.
Tratándose de un término histórico, los límites de la región del Congo pueden ser muy variables. Usualmente se considera que el área incluye a las 2 repúblicas mencionadas y a Cabinda, antiguo Congo portugués. Pero desde el punto de vista geográfico se le relaciona con la Cuenca del Congo, por lo que alcanza parte de la República Centroafricana, Camerún y otros países vecinos. Biogeográficamente la selva se extiende hasta el Golfo de Guinea, formando un conjunto de ecosistemas relacionados que los organismos ecológicos internacionales suelen denominar Bosques de la Cuenca del Congo (WWF, USAID), constituido básicamente por toda la selva ecuatorial del África Central. En el siglo XVIII se le llamó en ocasiones Baja Guinea a la región al sur del río Congo en oposición a la Alta Guinea en el África Occidental. 
Demográficamente se considera a la región como un área cultural, con un predominio de los pueblos bantúes y presencia minoritaria de los pueblos pigmeos. Geológicamente la región se asienta en el Cratón del Congo.

## Geología

El cratón del Congo durante la partición de Gondwana en el Mesoproterozoico.

### Cratón del Congo
Desde el punto de vista geológico, la región del Congo constituye un cratón originado en el Paleoproterozoico, hace más de 2500 millones de años. Abarca el África Central desde Sudán del Sur hasta Angola. Cuando el continente Gondwana se partió en África y Sudamérica hace 200 millones de años, una pequeña parte del cratón del Congo se quedó en Brasil formando el cratón de São Francisco.

### Formación de la Cuenca del Congo
Durante el Paleozoico, la región del Congo fue sometida a sucesivos hundimientos que dieron lugar a la formación de un gran lago. Dislocaciones del Cenozoico pusieron a este lago en contacto con el mar. Sedimentos lacustres procedentes de las mesetas circundantes dieron su forma final a la cuenca del Congo y a la red hidrográfica actual.

## Ecología

### La selva del Congo
También denominada Bosques de la cuenca del Congo, Selvas del África Central o región del Golfo de Guinea y Cuenca del Congo. Los ecosistemas forestales de la región ocupan la mayor parte del África central, desde las costas del Océano Atlántico del Golfo de Guinea a las montañas albertinas del Rift al Este. Constituye la segunda mayor selva tropical continua del mundo y representa aproximadamente una quinta parte de los bosques con dosel cerrado del mundo tropical. Esta vasta área alberga una gran biodiversidad, incluyendo más de 10.000 especies de plantas, 1000 especies de aves, 400 especies de mamíferos y tres de las cuatro especies de grandes simios. Es también el hogar de más de 24 millones de personas, muchas de las cuales dependen de la selva para su subsistencia.

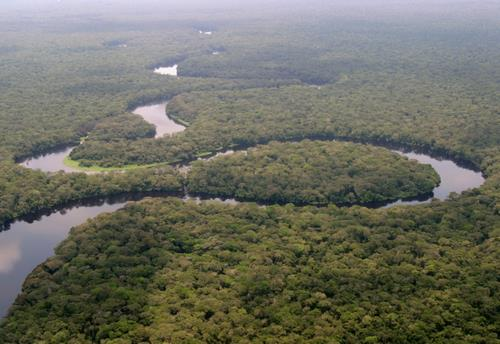
Parque nacional Salonga, la mayor reserva natural de selva de África.

Cubre más de 1.800.000 kilómetros cuadrados destacando seis países:
- República Democrática del Congo
- República del Congo
- República Centroafricana
- Camerún
- Gabón
- Guinea Ecuatorial

Sin embargo la región incluye parte de los países circundantes, tales como Nigeria, Santo Tomé y Príncipe, Uganda, Ruanda y Burundi, llegando a una pequeña parte de Benín, Tanzania y Angola.
Aún conserva un área sustancial, aunque ha ido declinando rápidamente. El 75 por ciento de selva remanente de África se encuentra en esta región. La mayor parte se encuentra en la cuenca del Río Congo (Congo Democrático), y a pesar de que el bosque continuo se extendía desde el África occidental, ha sufrido una severa deforestación, debido a la tala y a la agricultura. La utilización de madera en África Central, principalmente en Gabón, Camerún y Congo, se incrementó para llenar el vacío que dejaron los exportadores madereros de África occidental al retirarse del mercado. Como consecuencia, la deforestación en África Central se aceleró a la tasa máxima de cualquier región, durante los 80 e inicios de los 90. En conjunto, África tuvo la mayor tasa de deforestación de cualquier región biogeográfica en los periodos de 1980-1990, 1990-2000 y 2000-2005.

### Ecorregiones
Dentro de esta región biogeográfica, se encuentran varias ecorregiones, todas ellas consideradas del tipo bioma de selva lluviosa y figuran como zonas prioritarias para la conservación. Entre ellas tenemos:
- Selva alta albertina.
- Selva baja del Congo nororiental
- Selva baja del Congo central

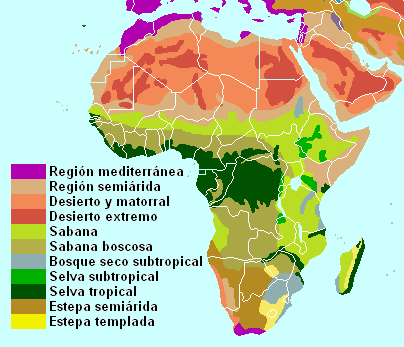
En verde oscuro la selvas tropicales de África, destacando la Selva ecuatorial del África Central o Selva del Congo.

- Selva pantanosa del Congo oriental
- Selva pantanosa del Congo occidental
- Selva baja del Congo noroccidental
- Selva costera ecuatorial atlántica
- Selva baja insular del golfo de Guinea
- Selva alta de Bioko y monte Camerún
- Selva de la cordillera de Camerún
- Selva costera del Cross-Sanaga y Bioko
- Selva de transición del Cross-Níger
- Selva pantanosa del delta del Níger
- Selva baja de Nigeria

## Historia

### Prehistoria

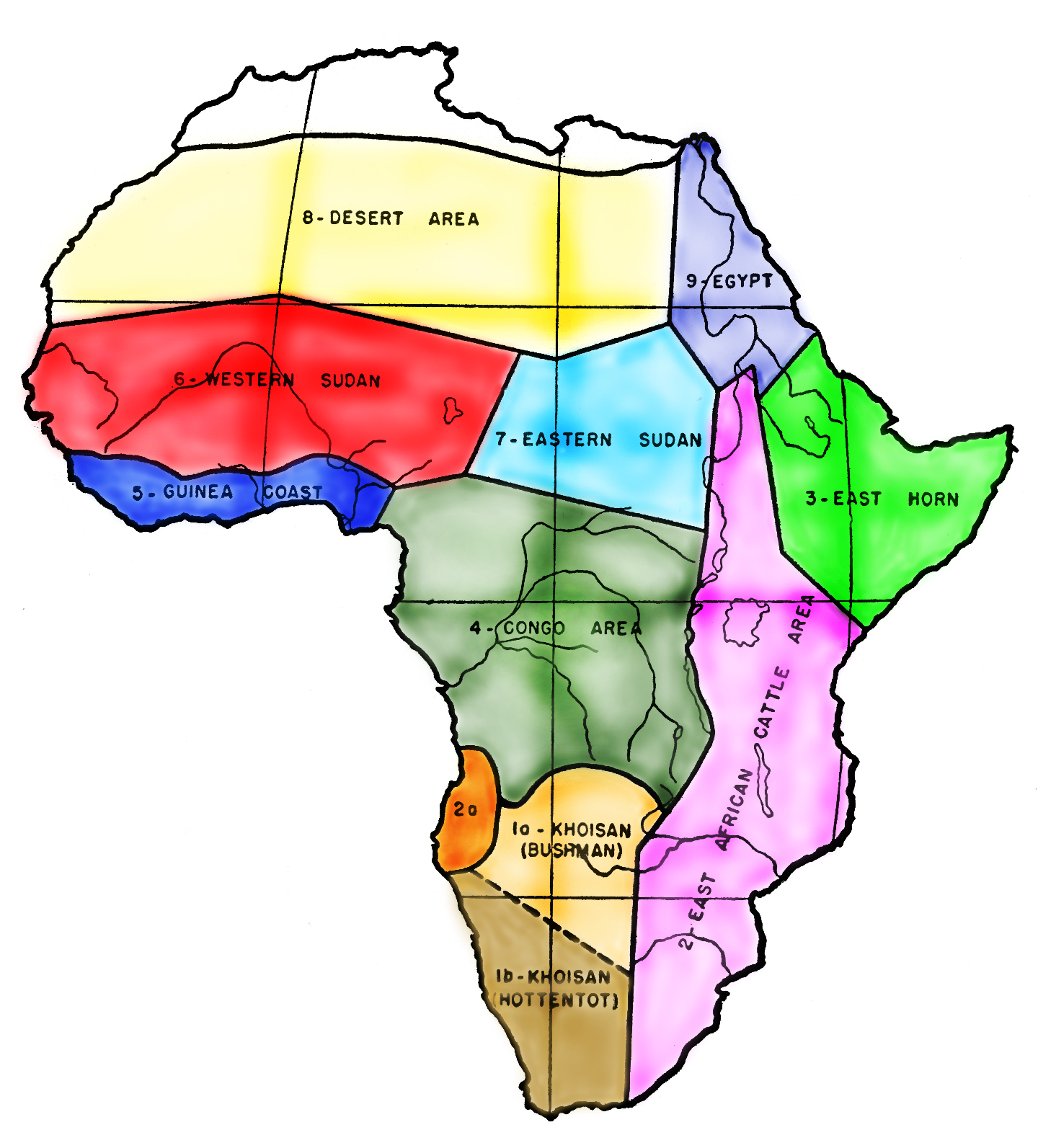
Al centro, área del Congo según Herskovits.

Los humanos modernos ocuparon la región muy pronto, la cultura Sangoense se desarrolló en África central hace más de 130.000 años. Uno de los restos arqueológicos más antiguos que testimonia la aparición de los humanos modernos son puntas de arpón para pescar, develando complejidad en su elaboración y con una antigüedad de unos 85.000 años, son prueba que en el Congo se desarrolló el comportamiento humano moderno al menos 40.000 años antes que en Europa.
La evidencia genética sostiene que desde hace aproximadamente 60.000 años la población dominante fueron los pueblos pigmeos cazadores-recolectores. Pero hace unos 4500 años llegan pueblos bantúes procedentes de Nigeria y Camerún, y El Congo se convierte en el centro de la expansión bantú hacia el sur según la evidencia lingüística y genética, lo que conllevó la difusión agrícola y el predomino de los pueblos bantúes sobre los pigmeos hasta el punto de producirse la extinción de las lenguas pigmeas primigenias.

### Edad Media y Moderna
A partir del siglo XIV se constituyeron reinos o estados más organizados, entre los que destacan:
- Reino del Congo
- Imperio luba
- Reino de Ndongo

La exploración europea condujo a la conquista y administración de las siguientes entidades:
- Congo portugués.
- Congo francés que luego formó parte del África Ecuatorial Francesa.
- Estado Libre del Congo que luego deviene en el Congo Belga.